# Peruc
Peruc település Csehországban, Lounyi járásban. Peruc Slavětín, Křesín, Úherce, Počedělice, Koštice, Mšené-lázně, Vrbno nad Lesy, Evaň, Klobuky, Vraný és Vrbičany településekkel határos. Lakosainak száma 2340 fő (2024. január 1.).

## Népesség
A település lakosságának változását az alábbi diagram mutatja:
| Lakosok száma | 4124 | 4962 | 4930 | 3390 | 2565 | 2118 | 2251 | 2292 | 2313 | 2340 |
|               | 1869 | 1900 | 1921 | 1961 | 1980 | 2011 | 2016 | 2019 | 2021 | 2024 |